# Puertasaure
El puertasaure (Puertasaurus, "llangardaix de Porta") és un gènere representat per una única espècie de dinosaure sauròpode titanosàurid que va viure a la fi del període Cretaci, fa aproximadament 71 i 65 milions d'anys, en el Maastrichtià, en el que és avui Argentina. És un dels dinosaures més grans coneguts i estén la presència dels sauròpodes gegants fins a finals del Mesozoic.
El gènere va ser anomenat en honor del tècnic del Museu Egidio Feruglio, Pablo Porta, qui va fer el descobriment, i l'espècie Puertasaurus reuili en honor de Santiago Reuil, qui va reconstruir les peces fòssils a partir d'uns 60 fragments. En aquests treballs de laboratori va col·laborar l'Agència Nacional per a la Promoció Científica i Tècnica Argentina.